# لاندغريفية هسن كاسل

علم هسن-كاسل شبيه الألمانية

شعار هسن-كاسل (1736-1804)

لاندغريفية هسن كاسل (بالألمانية: Landgrafschaft Hessen-Kassel) دولة ضمن الإمبراطورية الرومانية المقدسة تحت مباشرية إمبراطوري جاءت إلى حيز الوجود بتقسيم لاندغريفية هسن سنة 1567 عند وفاة فيليب الأول، لاندغريف هسن. ورث ابنه الأكبر فيلهلم الرابع النصف الشمالي والعاصمة كاسل. استلم الأبناء الآخرون لاندغريفية هسن ماربورغ ولاندغريفية هسن راينفلس ولاندغريفية هسن دارمشتات. رُقـِّيَ لاندغريف هسن كاسيل إلى أمير ناخب خلال إعادة تنظيم الإمبراطورية في عام 1803، في خضم الحروب النابليونية، والمحتلة في وقت لاحق من قبل القوات الفرنسية، وأصبحت جزءا من مملكة وستفاليا، التي كانت دولة تابعة الفرنسية.

## أعلام
- فيلهلم التاسع لاندغراف هسن-كاسل..

## وصلات خارجية
- Hoeckmann.de: Map of Hesse (Northern part) — in 1789
- Hoeckmann.de: Map of Hesse (Southern part) — in 1789